# آن ريان (ممثلة)
آن ريان (بالإنجليزية: Anne Ryan)‏ هي ممثلة أمريكية، ولدت في 1960 في الولايات المتحدة.

## وصلات خارجية
- آن ريان (ممثلة) على موقع IMDb (الإنجليزية)
- آن ريان (ممثلة) على موقع ميوزك برينز (الإنجليزية)
- آن ريان (ممثلة) على موقع قاعدة بيانات الفيلم (الإنجليزية)